# Drew Sidora
Drew Sidora Jordan (Chicago, Illinois; 1 de mayo de 1985), más conocida como Drew Sidora, es una actriz y cantante estadounidense, reconocida por su papel como Chantel en la serie de Disney That's So Raven, como Lucy Avila en la película Step Up (2006) y por interpretar a la cantante T-Boz en la película biográfica CrazySexyCool: The TLC Story. Interpreta a una versión ficticia de ella misma en la comedia televisiva The Game.
En diciembre de 2008, firmó un contrato discográfico con Slip-n-Slide Records. En 2010 fue publicado su primer sencillo, titulado «Juke It».
Desde 2020, se unió al elenco de The Real Housewives of Atlanta de Bravo.

## Filmografía
| Año  | Título                       | Papel                  | Notas |
| ---- | ---------------------------- | ---------------------- | ----- |
| 2004 | Never Die Alone              | Ella                   |       |
| 2004 | White Chicks                 | Shaunice               |       |
| 2006 | Step Up                      | Lucille "Lucy" Avila   |       |
| 2007 | Wild Hogs                    | Haley Davis            |       |
| 2007 | Motives 2                    | Rene                   |       |
| 2008 | Never Back Down              | Tiffany                |       |
| 2008 | Farmhouse                    | Rebecca                |       |
| 2008 | Jury Of Our Peers            | Vanessa                |       |
| 2008 | B-Girl                       | Righteous              |       |
| 2008 | 17 Again                     | Cameron                |       |
| 2008 | Frankenhood                  | Tammy                  |       |
| 2008 | Killing Of Wendy             | Tyler                  |       |
| 2010 | Blessed & Cursed             | Patrice                |       |
| 2010 | Mother's Day                 | Aaliyah                |       |
| 2011 | She's Not Our Sister         | Cynthia Walker         |       |
| 2013 | CrazySexyCool: The TLC Story | Tionne "T-Boz" Watkins |       |
| 2014 | Hope For Love                | Clarice                |       |
| 2015 | Sister Code                  | Lavae                  |       |
| 2015 | Hindsight                    | Paige                  |       |
| 2017 | Sleepless                    | Tasha Griffin          |       |